# Yasutaka Nakata
Yasutaka Nakata (中田ヤスタカ, Nakata Yasutaka) est un DJ, compositeur, parolier et producteur de musique électronique japonais. Il commence sa carrière en formant le duo capsule avec Toshiko Koshijima, actif depuis 2001. Il est également le compositeur et le producteur du groupe Perfume et de Kyary Pamyu Pamyu. Créateur de son propre label contemode (en), il collabore avec d'autres artistes japonais (parmi lesquels MEG et Ami Suzuki). Également connu pour son activité de DJ, il est l'auteur de remix d'artistes tels que M-Flo, Leah Dizon, Passion Pit ou encore Madeon. Ayant acquis une renommée internationale grâce à des morceaux tels que Polyrhythm (Perfume, 2007) ou Ponponpon (Kyary Pamyu Pamyu, 2011), il sort en 2016 l'EP Nanimono, son premier projet solo, et collabore à la cérémonie de clôture des Jeux olympiques de Rio.

## Biographie
Dans son enfance, Nakata apprend le piano et la musique classique. À l'adolescence, il se tourne vers l'usage du synthétiseur et commence à créer de la musique électronique. En 1996, il est récompensé pour son travail par un concours organisé par Yamaha. En 1997, il rencontre Toshiko Koshijima lors d'un festival, et décide de former avec elle le groupe capsule. Il suit, en parallèle, des cours à la Tokyo School Of Music. Le premier album de capsule, High Collar Girl, sort en 2001. En 2003, Nakata est contacté par le manager du groupe Perfume, dont il devient le producteur attitré à partir de la sortie du single Computer City et de la compilation Complete Best (2006). En 2007, il produit le single AMAI ZEITAKU pour la chanteuse japonaise MEG, avec laquelle il sortira quatre albums. Depuis 2011, Nakata collabore avec la mannequin et blogueuse Kyary Pamyu Pamyu, avec laquelle il sort trois albums entre 2012 et 2014. En 2016, il compose la musique de la cérémonie de clôture des Jeux olympiques de Rio, en présentation des Jeux olympiques de Tokyo.
Le 7 février 2018, Yasutaka Nakata sort son premier album solo, Digital Native.

## Style musical et influences
Les premières compositions de Nakata, notamment avec capsule, sont marquées par le croisement de styles occidentaux (jazz, bossa-nova, lounge) et d'electro-pop, hybridation associée au style shibuya-kei. Avec capsule, puis Perfume, Nakata se tourne progressivement vers le synthpop et l'EDM. Néanmoins, selon le musicien Momus, figure du mouvement dans les années 1990, « le shibuya-kei (continue à) hanter des choses, comme la musique de Kyary Pamyu Pamyu », et, par extension, celle de Nakata. Le groupe Perfume est par ailleurs associé au genre en étant régulièrement défini comme un groupe de « post-shibuya-kei, ».
La plupart de ses morceaux utilisent l'auto-tune, un système de traitement de la voix permettant d'amplifier, de prolonger les notes et d'y apporter un grain particulier. Nakata développe une esthétique à première vue robotique, qu'il cherche à atteindre en demandant par exemple à ses interprètes de « chanter comme en parlant », comme en témoigne Ayaka Nishiwaki. Il s'agit en fait, pour lui, de chercher à atteindre une forme de sincérité émotionnelle dans la voix de ses interprètes, comme dans le cas des membres du groupe Perfume : « Il y a des modèles théoriques en musique qui prétendent exprimer beaucoup d'émotions. Je n'aime pas ces vieux paradigmes. Pour moi, cela n'a pas de sens si l'expression ne vient pas de soi. J'ai commencé par aplanir, atténuer leur expression. Après ce procédé, les irrégularités naturelles de leur voix sont apparues petit à petit. C'est, à mon avis, leur véritable charme ».
Nakata se dit lui-même « grandement influencé par la musique de jeux vidéo », admirant ses créateurs qui, dans les années 1990, « ne pouvaient utiliser que peu de notes » mais parvenaient à « créer des morceaux très divertissants ».
Ses compositions sont souvent saluées pour leur originalité et leur complexité. Ainsi, pour l'artiste français Madeon, « la manière dont (Nakata) arrange les accords est très sophistiquée et, en même temps, on sent une grande créativité dans la manière dont il conçoit les parties les plus pop ». Le même artiste considère par ailleurs qu'en comparaison avec la musique pop occidentale, « très simple et facile à comprendre », la pop de Nakata semble « beaucoup plus intelligente ». Pour le journaliste Ian Martin du Japan Times, Nakata « a été derrière certains des morceaux de pop japonais les plus intéressants et avant-gardistes, repoussant régulièrement les limites des exigences de l'industrie tout en gardant son identité musicale ».

## Discographie

### En solo
- 2016 : Nanimono EP
- 2018: Digital Native

### En tant que producteur
Les albums listés ci-dessous sont intégralement composés, arrangés et produits par Yasutaka Nakata.
| Année | Titre                          | Artiste           | Label                         | Meilleur classement hebdomadaire (Oricon) |
| ----- | ------------------------------ | ----------------- | ----------------------------- | ----------------------------------------- |
| 2001  | High Collar Girl               | Capsule           | Yamaha Music Communications   | N/A                                       |
| 2003  | Cutie Cinema Replay            | Capsule           | contemode                     | 232                                       |
| 2003  | Phony Phonic                   | Capsule           | contemode                     | 120                                       |
| 2004  | S.F. Sound Furniture           | Capsule           | contemode                     | 35                                        |
| 2005  | Nexus-2060                     | Capsule           | contemode                     | 59                                        |
| 2005  | L.D.K. Lounge Designers Killer | Capsule           | contemode                     | 49                                        |
| 2006  | Fruits Clipper                 | Capsule           | contemode                     | 29                                        |
| 2006  | Perfume: Complete Best         | Perfume           | Tokuma Japan Communications   | 66                                        |
| 2007  | Sugarless Girl                 | Capsule           | Contemode                     | 25                                        |
| 2007  | Beam                           | Meg               | Universal J                   | 24                                        |
| 2007  | FLASH BACK                     | Capsule           | Contemode                     | 20                                        |
| 2008  | Game                           | Perfume           | Tokuma Japan Communications   | 1                                         |
| 2008  | Step                           | Meg               | Universal J                   | 8                                         |
| 2008  | More! More! More!              | Capsule           | Contemode                     | 6                                         |
| 2008  | Supreme Show                   | Ami Suzuki        | Avex Trax                     | 16                                        |
| 2009  | Beautiful                      | Meg               | Universal J                   | 10                                        |
| 2009  | Triangle                       | Perfume           | Tokuma Japan Communications   | 1                                         |
| 2010  | Player                         | Capsule           | Contemode                     | 4                                         |
| 2010  | Maverick                       | Meg               | Universal J                   | 20                                        |
| 2011  | World of Fantasy               | Capsule           | Contemode                     | 3                                         |
| 2011  | JPN                            | Perfume           | Tokuma Japan Communications   | 1                                         |
| 2012  | Stereo Worxxx                  | Capsule           | Contemode                     | 5                                         |
| 2012  | Pamyu Pamyu Revolution         | Kyary Pamyu Pamyu | Unborde/Warner Music Japan    | 2                                         |
| 2013  | Nanda Collection               | Kyary Pamyu Pamyu | Unborde/Warner Music Japan    | 1                                         |
| 2013  | Level3                         | Perfume           | Universal J                   | 1                                         |
| 2013  | Caps Lock                      | Capsule           | Unborde/Warner Music Japan    | 13                                        |
| 2014  | Pika Pika Fantajin             | Kyary Pamyu Pamyu | Unborde/Warner Music Japan    | 1                                         |
| 2015  | Wave Runner                    | Capsule           | Unborde/Warner Music Japan    | 5                                         |
| 2016  | Cosmic Explorer                | Perfume           | Universal J                   | 1                                         |
| 2017  | Natsumelo                      | Natsume Mito      | Sony Music Associated Records | 64                                        |

### Groupes et artistes produits
- Capsule
- Perfume
- Kyary Pamyu Pamyu
- Mito Natsume

### Collaborations
- COLTEMONIKHA (ja) - Site officiel
- Dahlia
- MEG (les albums Beam, Step, Beautiful, Maverick et le titre Replica)
- Ami Suzuki : les singles Free Free/Super Music Maker, One, Can't Stop the Disco, et l'album Supreme Show
- Nagisa Cosmetic
- marino
- Sarina
- Marina Inoue
- copter4016882
- Ringo Shiina
- Aiko Kayō
- Marina Inoue
- SMAP
- Crystal Kay
- Tackey and Tsubasa
- Minmi
- Tomohisa Yamashita
- Scandal
- E-Girls